# Cimahi
Cimahi ist eine eigenständige Stadt und Verwaltungseinheit 2. Ordnung (Munizipium) in Indonesien. Sie befindet sich im Zentrum der Provinz Jawa Barat (West-Java) auf Java. Cimahi ist inzwischen mit dem deutlich größeren und bekannteren Bandung verwachsen. Die Einwohnerzahl Ende 2021 betrug über 560.000. Cimahis wichtigster Wirtschaftszweig ist die Textilindustrie. Außerdem beherbergt die Stadt einen der größten Militärstützpunkte Indonesiens. Während des Zweiten Weltkriegs befand sich ein japanisches Internierungslager in Cimahi.

## Geografie

### Geografische Lage
Cimahi liegt zusammen mit Bandung und einigen anderen Gemeinden auf einer Hochlandebene in der Provinz West-Java, welche nahezu vollständig von Vulkanketten im Norden und Süden eingeschlossen ist. Cimahi befindet sich im Westteil der Hochlandebene und war dadurch lange Zeit Durchgangsort für Reisende zwischen der Hauptstadt Jakarta und der Provinzhauptstadt Bandung. Der Ort liegt auf einer Höhe von etwa 645 Meter im Osten und steigt auf der Nord-West Seite bis etwa 950 Meter an.
Cimahi erstreckt sich zwischen 107°30′30″ und 107°34′30″ ö. L. sowie zwischen 6°50′ und 6°56′ s. Br. und grenzt im Westen, Norden und Nordosten an den Regierungsbezirk Bandung Barat, im Osten an die autonome Stadt Bandung und im Süden an den Regierungsbezirk Bandung. Hinsichtlich Fläche und Bevölkerung belegt Cimahhi jeweils Platz 6 (von 9) der Rangliste.

### Klima
Cimahi liegt nur etwas weniger als 7° südlich des Äquators. Dadurch besteht ganzjährig ein tropisch feucht-warmes Klima. Aufgrund der Höhenlage ist es aber deutlich weniger heiß als im nur etwa 130 Kilometer entfernten Jakarta. Die Tagesdurchschnittstemperaturen schwanken nur wenig mit minimal 26,7 °C im Januar und maximal 29,2 °C im September. Besonders während der Nacht kühlen die Temperaturen oft auf deutlich unter 20 °C ab, liegen aber im Durchschnitt bei etwa 18 °C. Die Niederschlagsreiche Zeit reicht von Oktober bis Mitte Mai.

### Verwaltungsgliederung
Die verwaltungstechnisch einer Provinz gleichgestellte Stadt wird administrativ in 3 Distrikte (Kecamatan) unterteilt, des Weiteren erfolgt eine Unterteilung in 15 Kelurahan (Dörfer urbanen Charakters) mit 312 Rukun Warga (RW, Weiler) und 1.728 Rukun Tetangga (RT, Nachbarschaften).
| Code 1   | Kecamatan Distrikt | Ibu Kota Verwal- tungssitz | Fläche (km²) | Einwohner Census 2010 2 | Census 2020 | Census 2020 | Census 2020 | Anzahl der Kelurahan 6 | Namen der Kelurahan                                              |
| Code 1   | Kecamatan Distrikt | Ibu Kota Verwal- tungssitz | Fläche (km²) | Einwohner Census 2010 2 | Einwohner 3 | 0Dichte 40  | Sex Ratio 5 | Anzahl der Kelurahan 6 | Namen der Kelurahan                                              |
| -------- | ------------------ | -------------------------- | ------------ | ----------------------- | ----------- | ----------- | ----------- | ---------------------- | ---------------------------------------------------------------- |
| 32.77.01 | Cimahi Selatan     | Utama                      | 16,94        | 230.623                 | 240.990     | 14.226,1    | 101,9       | 5                      | Cibeber, Cibeureum, Leuwigajah, Melong, Utama                    |
| 32.77.02 | Cimahi Tengah      | Cimahi                     | 10,11        | 163.070                 | 161.758     | 15.999,8    | 101,7       | 6                      | Baros, Cigugur Tengah, Cimahi, Karangmekar, Padasuka, Setiamanah |
| 32.77.03 | Cimahi Utara       | Cibabat                    | 13,32        | 147.484                 | 165.652     | 12.436,3    | 101,9       | 4                      | Cibabat, Cipageran, Citeureup, Pasirkaliki                       |
| 32.77    | Kota Cimahi        |                            | 40,37        | 541.177                 | 568.400     | 14.079,8    | 101,9       | 15                     |                                                                  |

## Demografie
Zur Volkszählung im September 2020 lebten in Cimahi 568.400 Menschen, davon 281.575 Frauen und 286.825 Männer. Der Frauenanteil der letzten drei Volkszählungen stieg von 48,69 % (2000) über 49,35 % (2010) auf 49,54 % im Jahr 2020.
Ende 2021 waren 94,26 Prozent der Einwohner Muslime, Christen waren mit 5,42 % vertreten (22.579 ev.-luth. / 7.959 röm.-kath.), des Weiteren Budhhisten mit 0,16 % und Hindus mit 0,10 %.
|        | 2005    | 2006    | 2007    | 2008    | 2009    | 2010*   | 2011    | 2012    | 2013    | 2014    | 2015    | 2016    | 2017    | 2018    | 2019    | 2020*   | 2021    |
| ------ | ------- | ------- | ------- | ------- | ------- | ------- | ------- | ------- | ------- | ------- | ------- | ------- | ------- | ------- | ------- | ------- | ------- |
| Männer | 292.025 | 269.562 | 276.968 | 270.605 | 293.095 | 274.124 | 279.964 | 284.800 | 288.081 | 292.025 | 295.708 | 299.309 | 302.703 | 305.910 | 308.998 | 286.825 | 288.362 |
| Frauen | 286.990 | 251.632 | 258.063 | 250.838 | 271.994 | 267.053 | 273.628 | 277.497 | 282.910 | 286.990 | 290.872 | 294.714 | 298.396 | 301.901 | 305.306 | 281.575 | 283.270 |
| Gesamt | 579.015 | 521.194 | 535.031 | 521.443 | 565.089 | 541.177 | 553.591 | 562.297 | 570.991 | 579.015 | 586.580 | 594.023 | 601.099 | 607.811 | 614.304 | 568.400 | 571.632 |

* Volkszählung
| Datum      | Fläche (km²) | Einwohner  | Einwohner    | Einwohner    | Bevölke- rungsdichte (Einw. je km²) | Sex Ratio (Männer pro 100 Frauen) |
| Datum      | Fläche (km²) | 00gesamt00 | 00männlich00 | 00weiblich00 | Bevölke- rungsdichte (Einw. je km²) | Sex Ratio (Männer pro 100 Frauen) |
| ---------- | ------------ | ---------- | ------------ | ------------ | ----------------------------------- | --------------------------------- |
| 31.12.2020 | 39,00        | 279.681    | 276.285      | 555.966      | 14.255,00                           | 101,23                            |
| 30.06.2021 | 39,27        | 277.727    | 274.109      | 551.836      | 14.052,36                           | 101,32                            |
| 31.12.2021 | 32,43        | 281.757    | 278.989      | 560.746      | 17.290,97                           | 100,99                            |

| 0–14 Jahre         | 131.402 | 23,12 |
| 15–59 Jahre        | 406.152 | 71,46 |
| 65 Jahre und älter | 030.846 | 05,43 |

## Bildung
Neben zahlreichen Grund- und weiterführenden Schulen, findet man in Cimahi ebenfalls einige Einrichtungen höherer Bildung. Zu den wichtigsten zählen das Institut für Metrologie, sowie das Technical Education Development Center (TEDC) Bandung, welches überwiegend die Weiterbildung von Lehrern staatlicher berufsbildender Schulen und anderer technischer Einrichtungen betreut. Das TEDC wird auch von der deutschen Regierung in Zusammenarbeit mit dem Centrum für internationale Migration und Entwicklung (CIM) unterstützt.

## Tourismus
Cimahi bietet außer einem niederländischen Militärfriedhof wenig Interessantes für nicht indonesische Touristen. Diese jedoch besuchen die kleine Stadt im Westen Bandungs regelmäßig an den Wochenenden. Insbesondere Touristen aus dem nur zwei Autostunden entfernten Jakarta sind häufig anzutreffen. Beliebte Ziele sind das Rumah Stroberi (das Erdbeerhaus), ein kleiner Freizeitpark im Norden Cimahis, sowie noch etwas weiter nördlich, die wunderschönen Wanderwege gesäumt von Wasserfällen, Reisfeldern, kleinen Bächen und tiefen Schluchten. Ganz in der Nähe befindet sich darüber hinaus auch eine Rallyestrecke für kleine Offroad-Fahrzeuge.
Neben den eigentlichen Attraktionen gibt es auch einige Hotels, die hauptsächlich während des Wochenendes gut frequentiert werden, unter anderem auch als preisgünstigerer Ausgangspunkt für Abstecher in das benachbarte Bandung oder auf den aktiven Hausvulkan Tangkuban Perahu, der in nur etwa 40 Minuten per Auto oder Motorrad erreichbar ist.

## Persönlichkeiten in Cimahi

### In Cimahi geboren
- Jacoba van Tongeren (1903–1967), niederländische Widerstandskämpferin
- Ronald T. Lindgreen (21. Januar 1916–1999), niederländischer Künstler
- Dries Holten (1936–2020), niederländischer Sänger
- Jack de Nijs, Jack Jersey (1941–1997), niederländischer Künstler
- Jan Boelhouwer (* 1950), niederländischer Politiker
- Senatria Agus Setia Putra (* 1989), Badmintonspieler
- Anthony Ginting (* 1996), Badmintonspieler

### In Cimahi gestorben
- Lothar van Gogh (1888–1945), niederländischer Fußballspieler
- Willem Karel Mertens (1893–1945), niederländischer Arzt

## Literatur

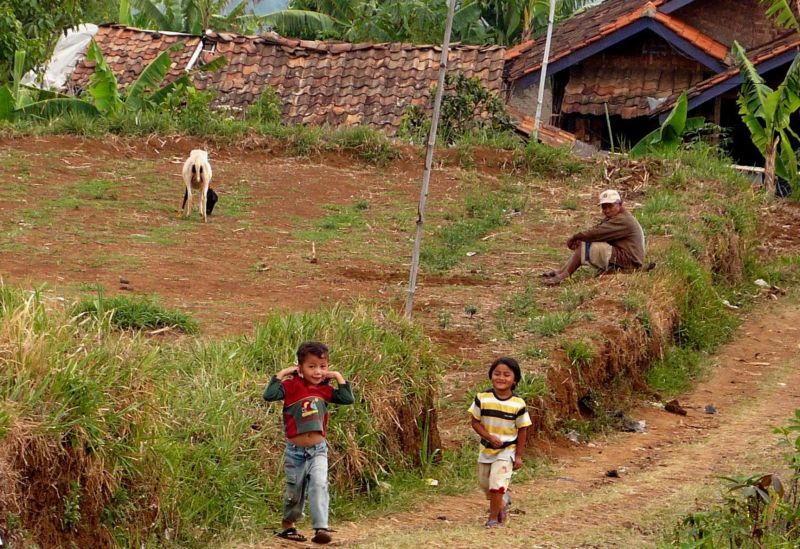
Landleben im Norden Cimahis
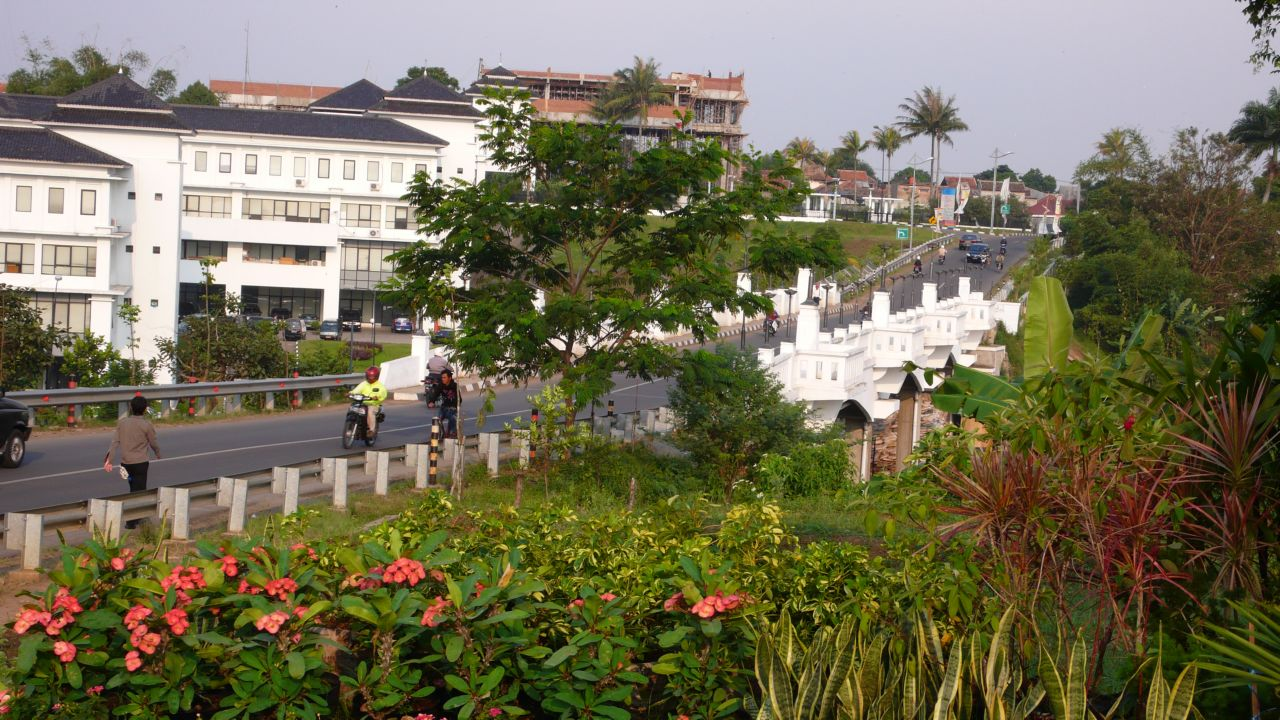
Die Stadtverwaltung
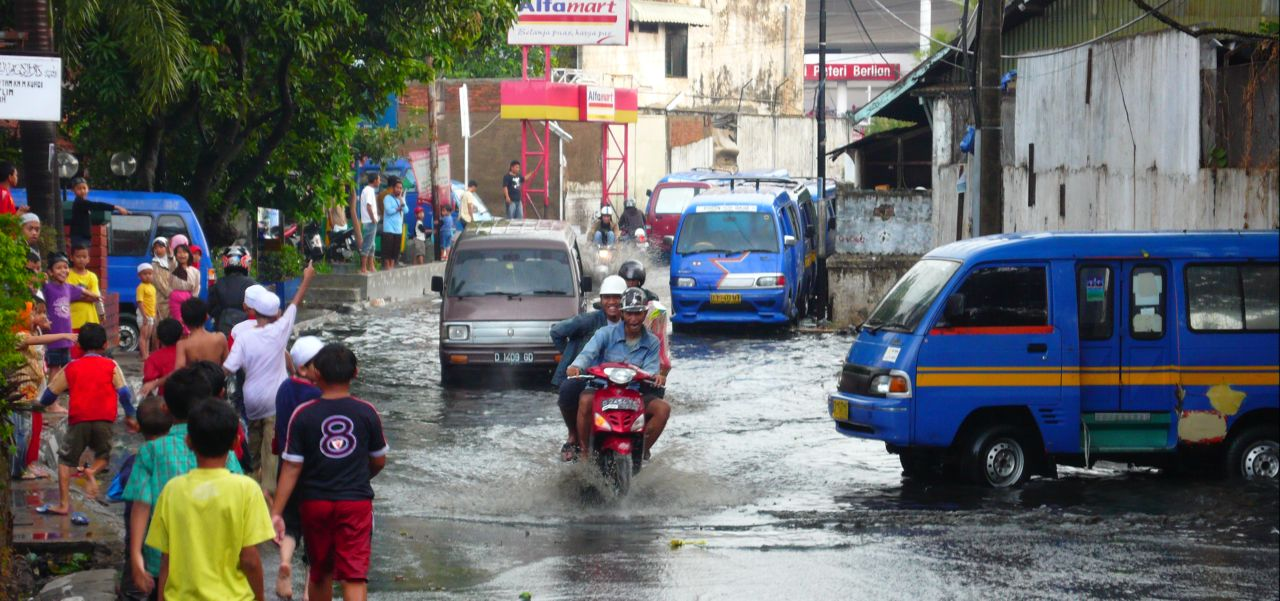
Überschwemmungen während der Regenzeit
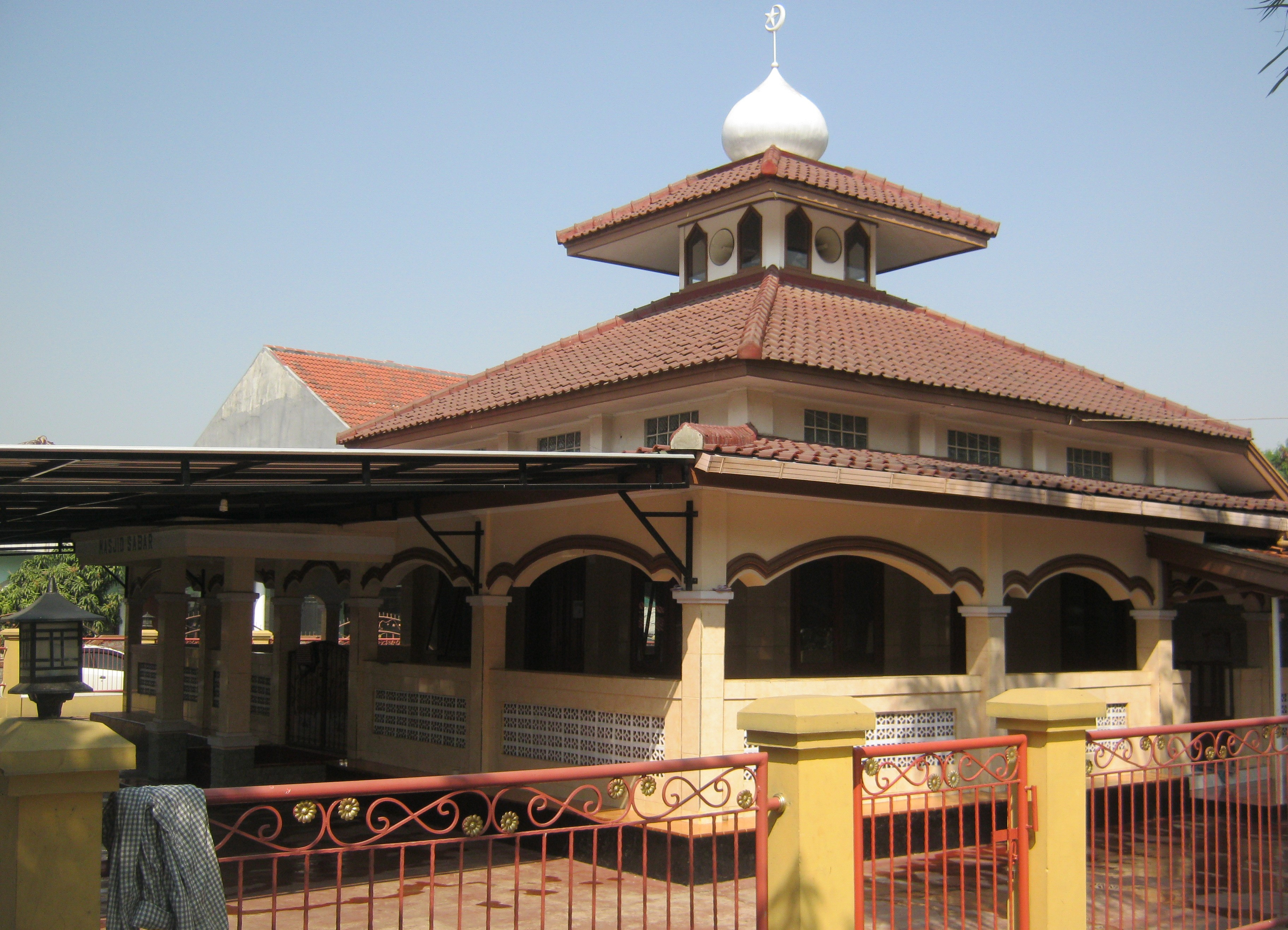
Moschee Sabar Cimahi